# Gimillan
Gimillan est un hameau de la commune italienne de Cogne. Il est situé en amont du chef-lieu, à trois kilomètres environ, sur une terrasse naturelle dans le haut val de Cogne, en Vallée d'Aoste.
Ce hameau offre une vue sur le massif du Grand-Paradis et sur la Grivola.
Ici se situe le départ de plusieurs excursions dans les vallons de Grauson et d'Arpisson. On y trouve aussi le départ du sentier pour le bivouac Franco Nebbia (2 850 mètres).
Le saint patron est saint Pantaléon.

## Monuments et lieux d’intérêt
- L'église Saint-Pantaléon

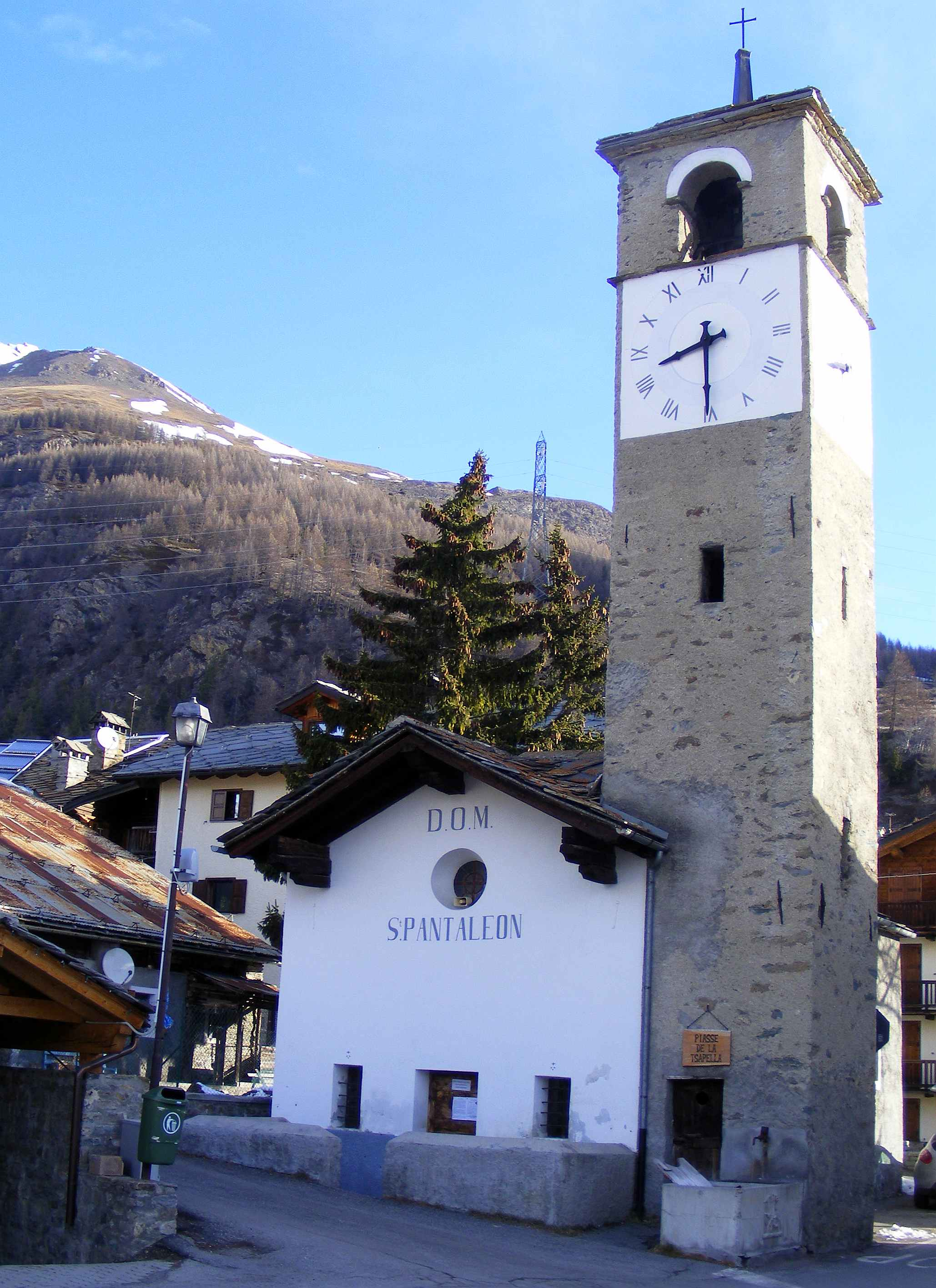
L'église Saint-Pantaléon

- La chapelle Tarabouq (dédiée à saint Bernard de Menthon), remontant à 1752, située près du hameau.

## Galerie

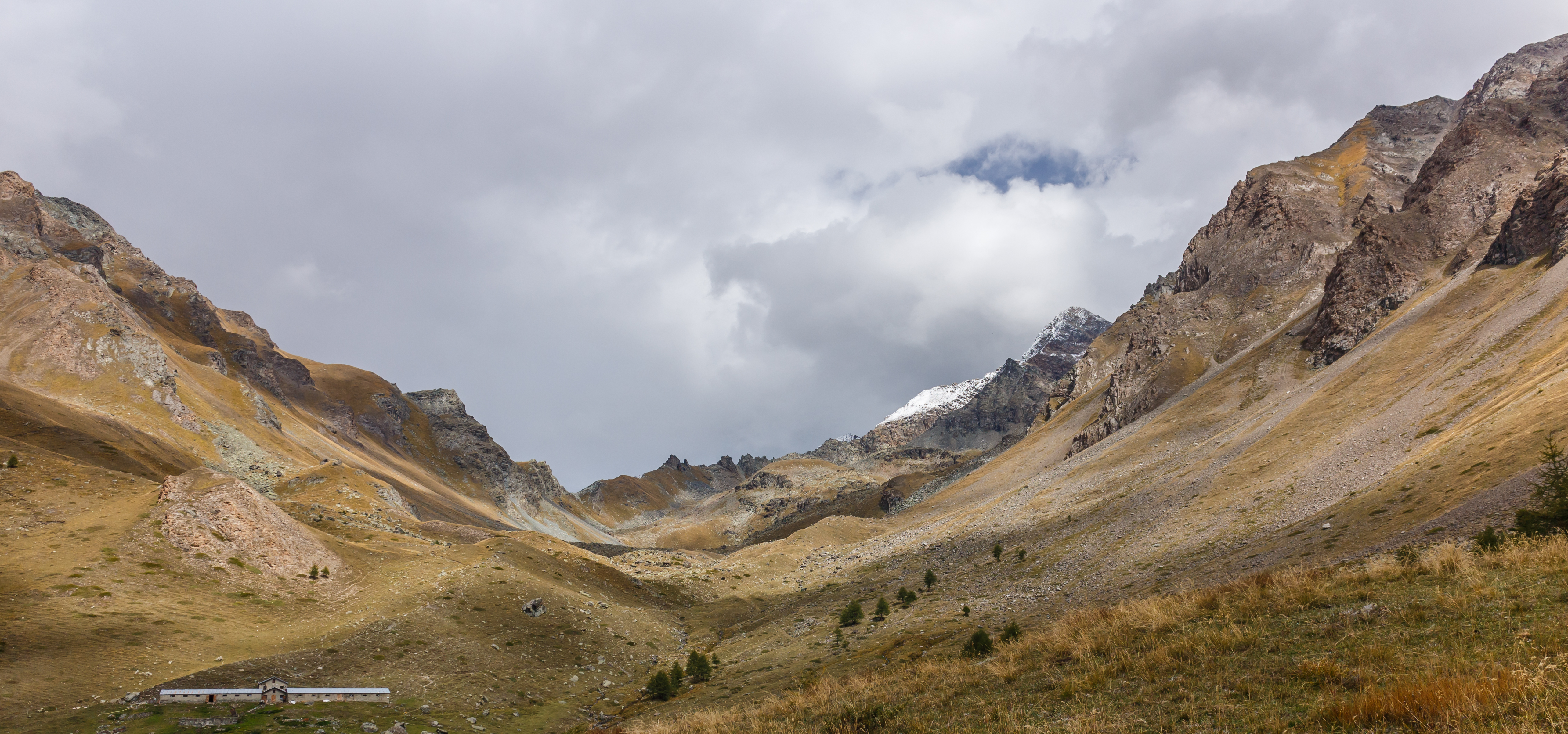
L'alpe Arpisson (2327 m.).
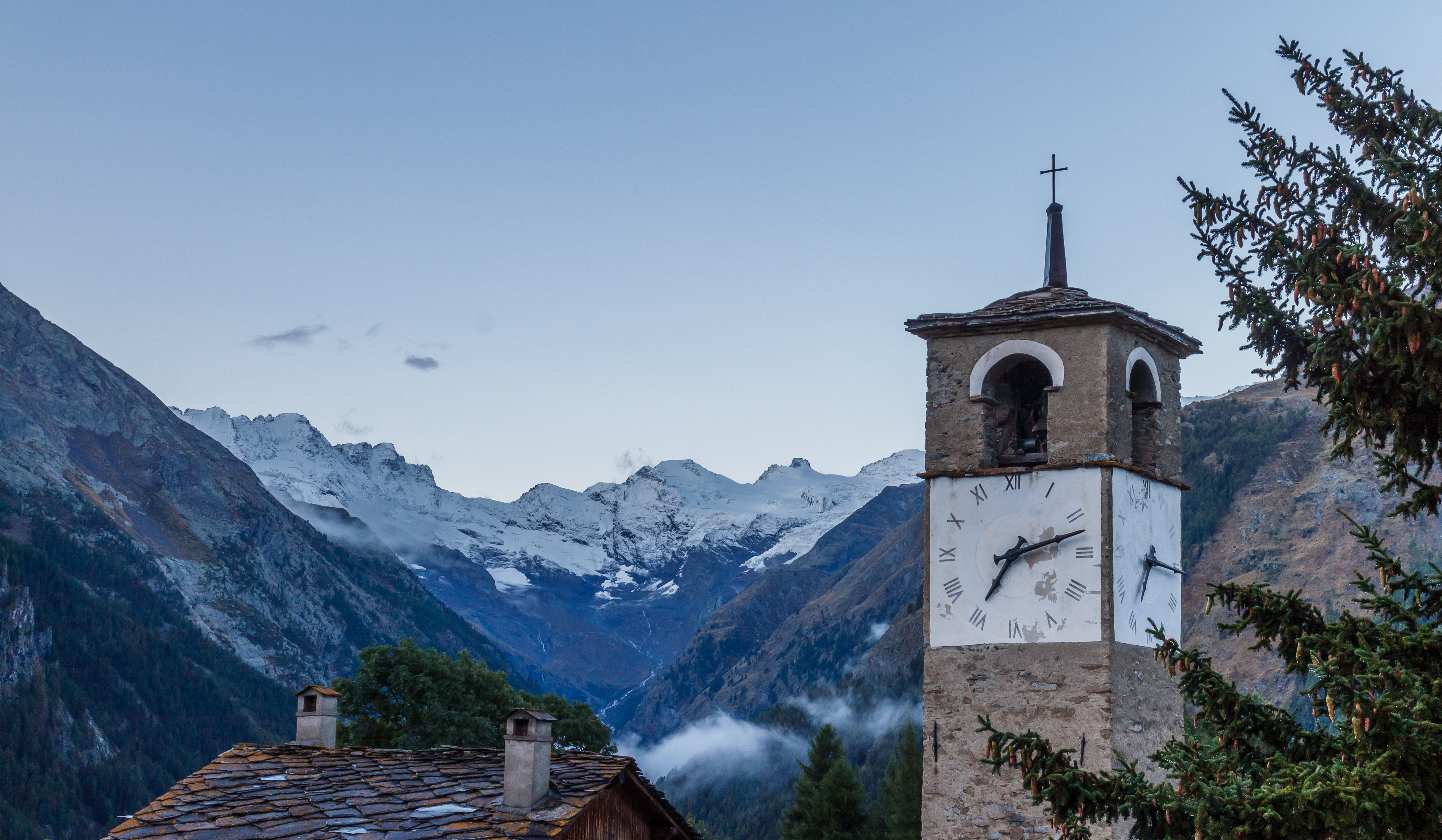
La Tour de Gimillan.
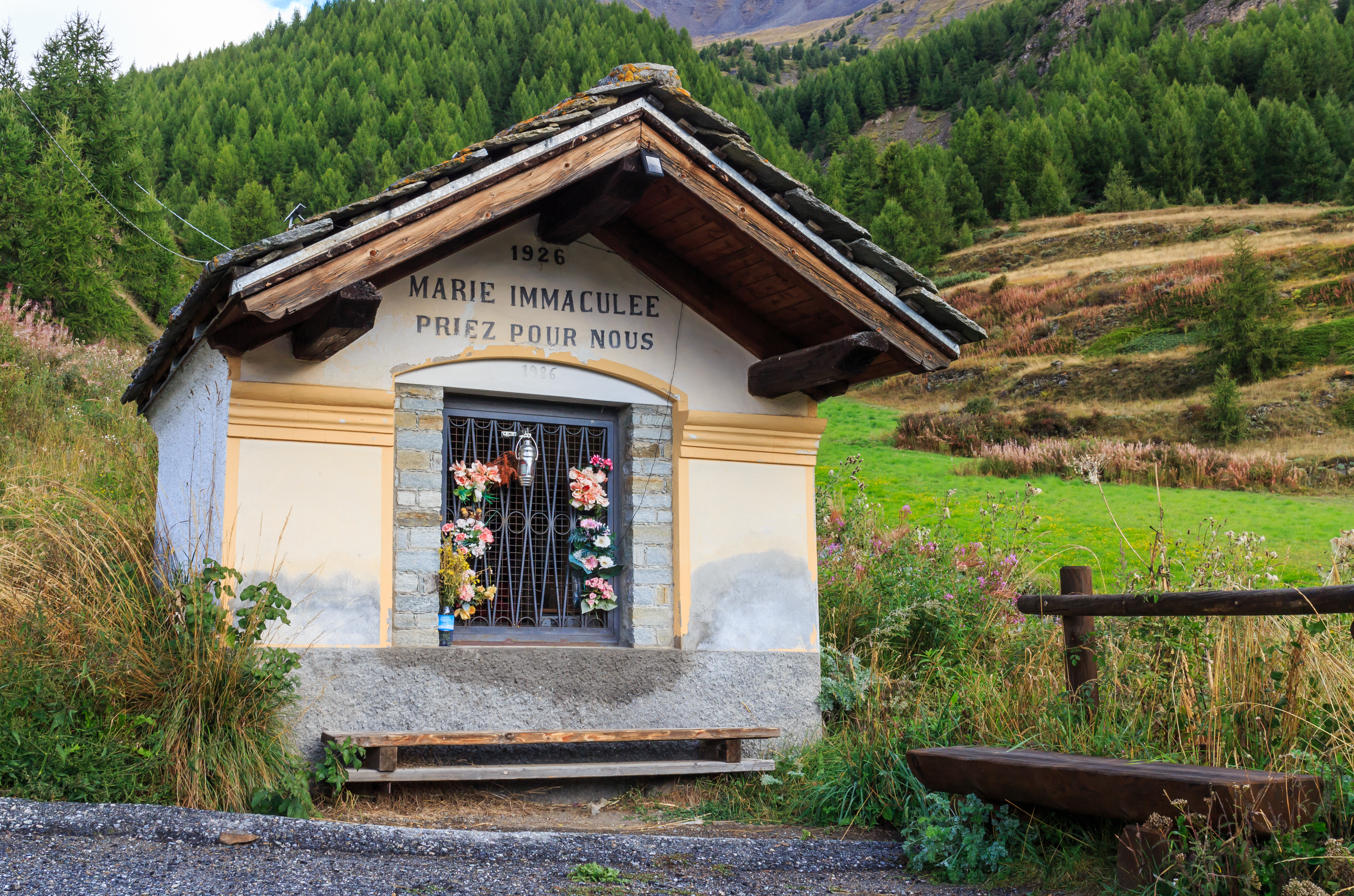
Chapelle (1926) en aval de Gimillan.
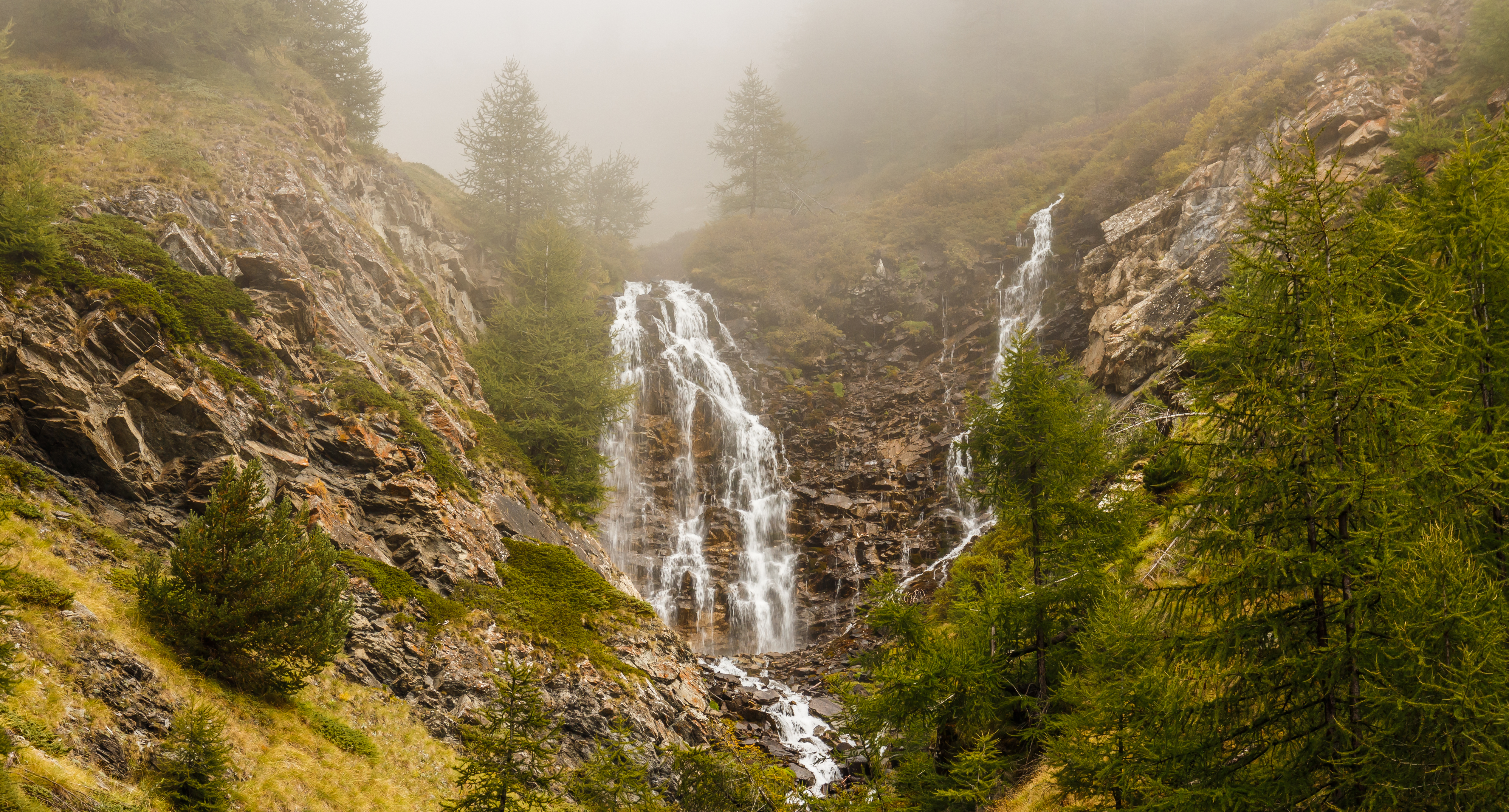
Cascade en amont de Gimillan.
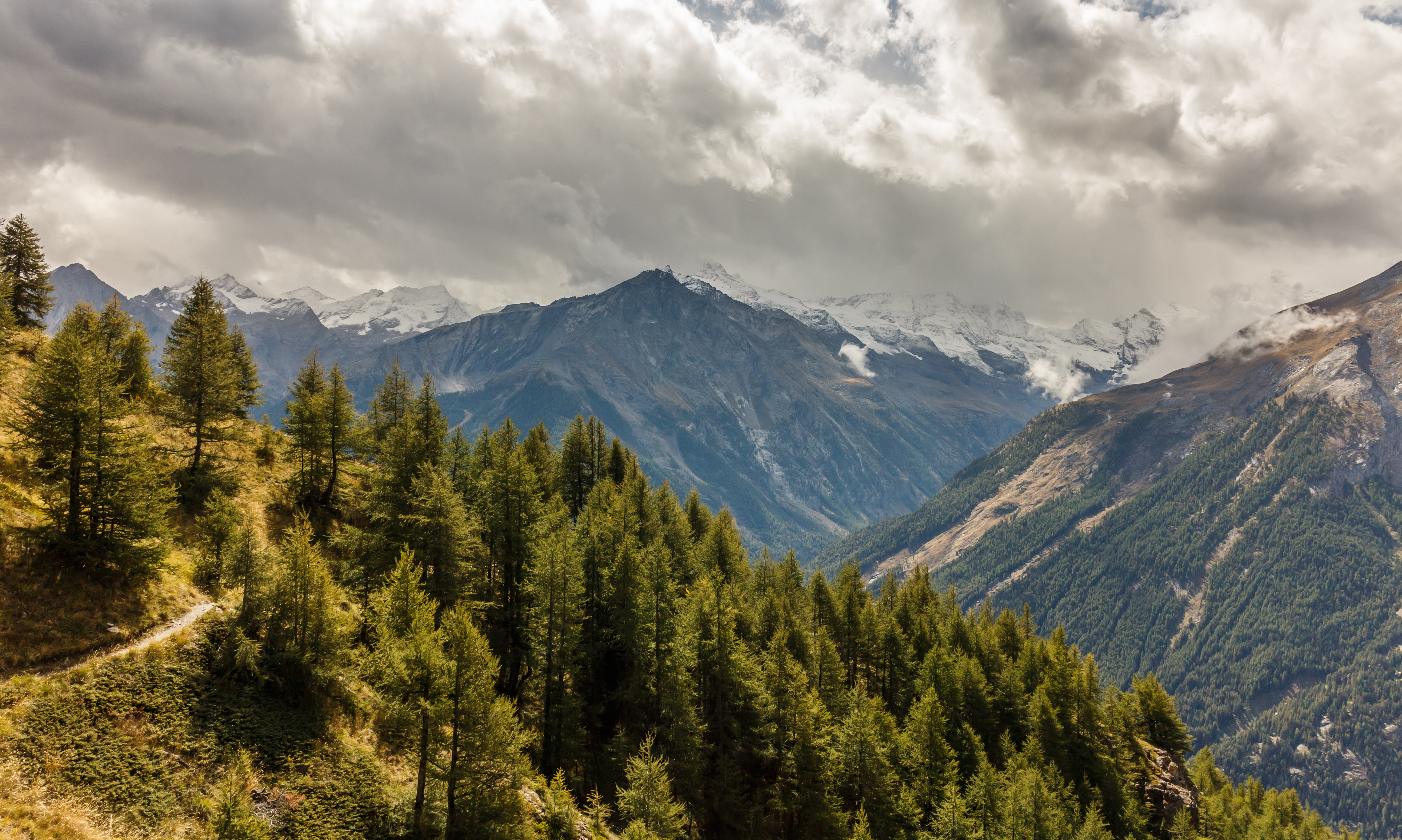
Vue des alentours du col de Tsa sèche.